# Liste der Kulturdenkmäler in Daun
In der Liste der Kulturdenkmäler in Daun sind alle Kulturdenkmäler der rheinland-pfälzischen Stadt Daun einschließlich der Stadtteile Boverath, Gemünden, Neunkirchen, Pützborn, Rengen, Steinborn, Waldkönigen und Weiersbach aufgeführt. Grundlage ist die Denkmalliste des Landes Rheinland-Pfalz (Stand: 17. Juli 2023).

## Denkmalzonen
| Bezeichnung                                   | Lage                                                               | Baujahr         | Beschreibung | Bild                           |
| --------------------------------------------- | ------------------------------------------------------------------ | --------------- | --- | ------------------------------ |
| Denkmalzone Burg Daun                         | Daun, Burgfriedstraße 20, 26, 26a, 27, 28, 30; Waldenhof 1, 2 Lage |                 | Reste der Umfassungsmauern der wohl hochmittelalterlichen, 1689 zerstörten Burganlage; im nördlichen Abschnitt ehemaliges kurtrierisches Amtshaus von 1712 (Nr. 28), im Osten Krüppelwalmdachscheune, bezeichnet 1740, ehemalige Burgmannenhäuser, sogenannter Waldenhof (Nr. 9, Burghaus der Mohr von Wald), ehemaliger Hof Rademacher (Nr. 26, 26a, 27) | weitere Bilder Fotos hochladen |
| Denkmalzone ehemaliger evangelischer Friedhof | Daun, Bitburger Straße Lage                                        | 19. Jahrhundert | rechteckiges, von einer Hecke umfriedetes Areal, teilweise recht aufwändige Grabdenkmäler des 19. Jahrhunderts, so das neugotische Grabdenkmal für den 1865 verstorbenen Landrat Aschenborn, alter Baumbestand | BW                             |

## Einzeldenkmäler
| Bezeichnung                                | Lage                                                              | Baujahr                            | Beschreibung | Bild                           |
| ------------------------------------------ | ----------------------------------------------------------------- | ---------------------------------- | --- | ------------------------------ |
| Bahnhof Daun                               | Daun, Bahnhofstraße 29 Lage                                       | gegen 1895                         | ehemaliger Bahnhof; Krüppelwalmdachbau, gegen 1895, Erweiterung mit Walmdach- und Verbindungsbau, um 1909 | Fotos hochladen                |
| Wohnhaus                                   | Daun, Borngasse 11/12 Lage                                        |                                    | schlichtes, traufständiges Doppelhaus, verputzter Massivbau mit Satteldach | BW                             |
| Evangelische Kirche                        | Daun, Burgfriedstraße Lage                                        | 1865–67                            | neugotischer Bau, 1865–67 | weitere Bilder Fotos hochladen |
| Wohnhaus                                   | Daun, Burgfriedstraße 1 Lage                                      | 16. Jahrhundert                    | Putzbau, 16. Jahrhundert, Eingang barock überformt | Fotos hochladen                |
| Bürgermeisterei                            | Daun, Burgfriedstraße 25 Lage                                     | zweite Hälfte des 19. Jahrhunderts | ehemalige Bürgermeisterei; siebenachsiger klassizistischer Mansarddachbau, zweite Hälfte des 19. Jahrhunderts | Fotos hochladen                |
| Burgmannenhaus Rodemacher                  | Daun, Burgfriedstraße 26, 26a, 27 Lage                            | 16. und 18. Jahrhundert            | ehemaliges Burgmannenhaus Rodemacher, 16. und 18. Jahrhundert | Fotos hochladen                |
| Eifel-Vulkanmuseum                         | Daun, Leopoldstraße 9 Lage                                        | 1830/31                            | ehemaliges Landratsamt; siebenachsiger klassizistischer Krüppelwalmdachbau, 1830/31 | Fotos hochladen                |
| Kampbüchelskreuz                           | Daun, Leopoldstraße, bei Nr. 14 Lage                              | um 1825                            | spätbarockes Schaftkreuz, wohl um 1825 | Fotos hochladen                |
| Verwaltungsgebäude                         | Daun, Leopoldstraße 29 Lage                                       | Anfang des 20. Jahrhunderts        | Verwaltungsgebäude; barockisierender Mansarddachbau, Anfang des 20. Jahrhunderts | Fotos hochladen                |
| Schul- oder Verwaltungsgebäude             | Daun, Leopoldstraße 34 Lage                                       | um 1910/20                         | ehemaliges Schul- oder Verwaltungsgebäude; Walmdachbau, um 1910/20 | Fotos hochladen                |
| Gefallenendenkmal                          | Daun, Leopoldstraße, Ecke Gartenstraße Lage                       | 1911                               | ehemaliger Kaiserbrunnen von 1911, nach dem Zweiten Weltkrieg zum Gefallenendenkmal umgewidmet | Fotos hochladen                |
| Erholungsheim                              | Daun, Maria-Hilf-Straße 16 Lage                                   | 1910                               | ehemaliges Erholungsheim der Kaufhauskette Tietz; drei durch Laubengänge verbundene, eingeschossige Holzbauten, 1910; siehe auch Philosophenweg 1                                                                                                 | Fotos hochladen                |
| Dauner Viadukt                             | Daun, Mehrener Straße Lage                                        | 1909                               | fünfbogiges Eisenbahnviadukt, 1909 in Betrieb genommen | Fotos hochladen                |
| Wohnhaus                                   | Daun, Philosophenweg 1 Lage                                       | um 1910                            | eingeschossiges Holzhaus, um 1910 | Fotos hochladen                |
| Burgmannenhaus Waldenhof                   | Daun, Waldenhof 1 Lage                                            |                                    | ehemaliges Burgmannenhaus Waldenhof; spätmittelalterlicher Baukörper, 1725 erneuert | Fotos hochladen                |
| Katholische Pfarrkirche St. Nikolaus       | Daun, Wirichstraße Lage                                           | Mitte des 13. Jahrhunderts         | Westturm und Krypta der romanischen, gotisch veränderten Basilika, Mitte des 13. Jahrhunderts, in Neubau eingefügt, 1946–49, Architekt Willy Weyres                                                                                               | weitere Bilder Fotos hochladen |
| Amtsgericht                                | Daun, Wirichstraße 16 Lage                                        | 1860                               | ehemaliges Amtsgericht; traufständiger Putzbau, 1860 | Fotos hochladen                |
| Kriegerdenkmal 1870/71                     | Daun, südlich oberhalb der Stadt im Wald; Distrikt Wehrbüsch Lage |                                    | Kriegerdenkmal 1870/71 | Fotos hochladen                |
| Katholische Filialkirche Hl. Hermann-Josef | Boverath, Boverather Straße Lage                                  | 18. Jahrhundert                    | einachsiger Saalbau, 18. Jahrhundert | Fotos hochladen                |
| Katholische Filialkirche St. Donatus       | Gemünden, Lieserstraße Lage                                       | 1731                               | zweiachsiger Saalbau, bezeichnet 1731 | weitere Bilder Fotos hochladen |
| Gemündener Mühle                           | Gemünden, Mühlenweg 9 Lage                                        | vor 1420                           | auch Holzersmühle; Fachwerkhaus, stillgelegte Wassermühle; zuerst 1420 als "Gemündener Mühle" urkundlich erwähnt. In feudalem Besitz, bis sie um 1800 von den Franzosen enteignet und 1805 an Privat verkauft wurde. 1974 umgebaut und erweitert. | weitere Bilder Fotos hochladen |
| Moltkedenkmal                              | Gemünden, östlich des Ortes oberhalb des Gemündener Maares Lage   | 1847                               | gusseiserne Porträt- und Gedenktafel, 1847 | weitere Bilder Fotos hochladen |
| Kriegerdenkmal 1914/18                     | Gemünden, östlich des Ortes oberhalb des Gemündener Maares Lage   |                                    | Kriegerdenkmal 1914/18 | Fotos hochladen                |
| Pfarrhaus                                  | Neunkirchen, Am Kirchberg 16 Lage                                 |                                    | siebenachsiger Putzbau, im 20. Jahrhundert teilweise stark verändert | Fotos hochladen                |
| Quereinhaus                                | Neunkirchen, Am Kirchberg 18 Lage                                 | 1898                               | Quereinhaus, teilweise Basaltmauerwerk, bezeichnet 1898 | Fotos hochladen                |
| Quereinhaus                                | Neunkirchen, Drosselgasse 1 Lage                                  | 18. Jahrhundert                    | Fachwerk-Quereinhaus, teilweise massiv, Backofenvorbau, 18. Jahrhundert | Fotos hochladen                |
| Wohnhaus                                   | Neunkirchen, Fasanenweg 2 Lage                                    | 1889                               | kleines Wohnhaus, wohl teilweise Fachwerk, bezeichnet 1889 | Fotos hochladen                |
| Katholische Pfarrkirche St. Anna           | Neunkirchen, Kirchenplatz 2 Lage                                  | 1823                               | Neubau von 1823 mit Resten des Vorgängers um 1780, 1913 verlängert; Gesamtanlage mit umfriedeten, teilweise terrassierten ehemalige Kirchhof | Fotos hochladen                |
| Wohnhaus                                   | Neunkirchen, Neunkirchener Straße 16 Lage                         | 1850                               | Wohnhaus, bezeichnet 1850 | Fotos hochladen                |
| Wohnhaus                                   | Neunkirchen, Neunkirchener Straße 18 Lage                         | 1831                               | Wohnhaus, bezeichnet 1831 | Fotos hochladen                |
| Quereinhaus                                | Neunkirchen, Neunkirchener Straße 36 Lage                         | 1896                               | eingeschossiges Quereinhaus (?), bezeichnet 1896 oder 1898 | Fotos hochladen                |
| Manderscheider Gerichtsgebäude             | Neunkirchen, Starenweg 2, Neunkirchener Str. 37 Lage              | 1636                               | ehemaliges Manderscheider Gerichtsgebäude; Putzbau mit Wohn- und Wirtschaftsteil, 1636 | Fotos hochladen                |
| Burg Freudenkoppe                          | Neunkirchen, südwestlich des Ortes auf dem Nerother Kopf Lage     | um 1340                            | quadratischer Bruchsteinturm der um 1340 errichteten Burganlage, Ruine eines Burghauses, wohl aus dem 15. Jahrhundert | Fotos hochladen                |
| Katholische Filialkirche St. Hubertus      | Pützborn, Rehwinkel 2 Lage                                        | 1788                               | vierachsiger Saalbau, 1788 | Fotos hochladen                |
| Quereinhaus                                | Pützborn, Rehwinkel 10 Lage                                       | 17. oder 18. Jahrhundert           | Wohnteil eines Fachwerk-Quereinhauses, teilweise massiv oder verkleidet, wohl aus dem 17. oder 18. Jahrhundert | BW                             |
| Wohnhaus                                   | Rengen, Lilienweg 1 Lage                                          | 1833                               | Wohnhaus, bezeichnet 1833 | Fotos hochladen                |
| Katholische Filialkirche St. Kunibert      | Rengen, Lilienweg 6 Lage                                          | 1903                               | ehemals St. Agatha; neugotischer Saalbau, 1903 | weitere Bilder Fotos hochladen |
| Kriegerdenkmal                             | Rengen, Lilienweg, bei Nr. 6 Lage                                 |                                    | Kriegerdenkmal 1914/18 | Fotos hochladen                |
| Quereinhaus                                | Rengen, Rengener Straße 7 Lage                                    | erste Hälfte des 19. Jahrhunderts  | ehemaliges Fachwerk-Quereinhaus, teilweise massiv oder verputzt, erste Hälfte des 19. Jahrhunderts | Fotos hochladen                |
| Wegekreuz                                  | Steinborn, Dreibrückenweg Lage                                    | 18. oder 19. Jahrhundert           | Balkenkreuz, Sandstein, 18. oder 19. Jahrhundert | BW                             |
| Wohnhaus                                   | Steinborn, Steinborner Straße 32 Lage                             | 1837                               | Wohnhaus, bezeichnet 1837, Stallscheune, Basalt, 19. Jahrhundert, teilweise gepflasterter Hof; Gesamtanlage | Fotos hochladen                |
| Wegekreuz                                  | Steinborn, Steinborner Straße, vor Nr. 23 Lage                    | 1763                               | Sockelkreuz, Sandstein, bezeichnet 1763 | Fotos hochladen                |
| Wohnhaus                                   | Steinborn, Steinborner Straße 28 Lage                             | 19. Jahrhundert                    | Wohnhaus, 19. Jahrhundert | Fotos hochladen                |
| Katholische Filialkirche St. Lambertus     | Steinborn, Steinborner Straße 33 Lage                             | Mitte des 13. Jahrhunderts         | zweischiffiger Bau, Mischformen aus Spätromanik und Frühgotik, im Kern aus der Mitte des 13. Jahrhunderts | weitere Bilder Fotos hochladen |
| Schulhaus                                  | Steinborn, Steinborner Straße 36 Lage                             | um 1900                            | ehemalige Schule; eingeschossiger Putzbau, um 1900 | Fotos hochladen                |
| Wegekreuz                                  | Steinborn, Steinborner Straße, bei Nr. 36 Lage                    | 18. Jahrhundert                    | Balkenkreuz, Sandstein, wohl aus dem 18. Jahrhundert | BW                             |
| Quereinhaus                                | Steinborn, Steinborner Straße 37 Lage                             | 1730                               | Quereinhaus, teilweise Fachwerk, angeblich von 1730 | Fotos hochladen                |
| Wohnhaus                                   | Waldkönigen, Ahorngasse 14 Lage                                   | 1840                               | Wohnhaus mit Hofanlage, bezeichnet 1840, teilweise stark verändert | Fotos hochladen                |
| Katholische Filialkirche St. Luzia         | Waldkönigen, Eichenweg 4 Lage                                     | zweite Hälfte des 19. Jahrhunderts | kleiner romanisierender Bruchsteinsaal, zweite Hälfte des 19. Jahrhunderts | Fotos hochladen                |
| Wegekapelle                                | Waldkönigen, südwestlich des Ortes an der K 12 Lage               | Ende des 19. Jahrhunderts          | Basaltquaderbau, Ende des 19. Jahrhunderts | Fotos hochladen                |
| Hofanlage                                  | Weiersbach, Kapellenstraße 8 Lage                                 | frühes 19. Jahrhundert             | Streckhof, frühes 19. Jahrhundert (?) | Fotos hochladen                |
| Katholische Filialkirche St. Franz Xaver   | Weiersbach, Kapellenstraße 10 Lage                                | 1738                               | kleiner Saalbau, 1738 | Fotos hochladen                |

## Ehemalige Kulturdenkmäler
| Bezeichnung | Lage                                                | Baujahr         | Beschreibung                                            | Bild |
| ----------- | --------------------------------------------------- | --------------- | ------------------------------------------------------- | ---- |
| Quereinhaus | Boverath, Boverather Straße 40 Lage                 | 19. Jahrhundert | Quereinhaus, 19. Jahrhundert; aus Denkmalliste gelöscht | BW   |
| Mühle       | Weiersbach, südöstlich des Ortes an der Lieser Lage |                 | Mühle; aus Denkmalliste gelöscht                        | BW   |